# Terorizem v imenu vere
Terorizem v imenu vere ali verski terorizem je vrsta verskega nasilja, kjer se terorizem uporablja kot taktika za doseganje verskih ciljev ali na katerega vpliva verska identiteta.V moderni dobi je po zatonu idej, kot je božja pravica kraljev in z vzponom nacionalizma, terorizem pogosteje zasnovan na anarhizmu in revolucionarni politiki. Od leta 1980 pa se je število terorističnih dejavnosti motiviralo z vero. Nekdanji državni sekretar ZDA Warren Christopher je dejal, da so teroristična dejanja v imenu religije in etnične identitete postala "eden najpomembnejših varnostnih izzivov, s katerimi se soočamo v času hladne vojne." politolog Robert Pape in Terry Nardin, socialni psiholog M. Brooke Rogers in njegovi sodelavci, ter sociolog in verouk religije Mark Juergensmeyer so trdili, da je treba religijo šteti le za enega pomotnega dejavnika in da je tak terorizem predvsem geopolitičen.
Opredelitev:
Po Juergensmeyerju imata vera in nasilje simbiotični odnos od pred križarskimi vojnami in še pred Biblijo. Opredeljuje verski terorizem, ki je vsebovan v grozljivih dejanjih, katerih opredelitev so podane priče, iste, ki so prestrašene in ne stranka, ki je storila dejanje. Spremlja jih bodisi verska motivacija, utemeljitev, organizacija ali pogled na svet. Religija se včasih uporablja v kombinaciji z drugimi dejavniki, včasih pa kot osnovna motivacija. Verski terorizem je tesno povezan s sedanjimi silami geopolitike.